# مرتضی کاخی
مرتضی اخوان کاخی (۲۵ آبان ۱۳۱۷ در تربت حیدریه – ۲۳ مهرماه ۱۴۰۳) شاعر، ادیب، نویسنده، پژوهشگر ادبی و دیپلمات معاصر ایرانی بود.
سرمقاله «یادی از آن که مثل هیچ‌کسی نیست» توسط مرتضی کاخی در مجله گوهران در خرداد ۱۳۸۷ شماره ۱۷ چاپ شد.
اخوان در فروردین سال ۱۳۹۲ پیشنهاد کرد که هفته نخست فروردین را هفته شعر بنامیم.

## آثار
- «روشن‌تر از خاموشی» (گزیده شعر امروز ایران ۱۳۵۷–۱۳۰۰)
- «آنتولوژی شعر معاصر ایران»
- «باغ بی‌برگی» (یادنامه مهدی اخوان ثالث)
- کتاب «قدر مجموعه گل»، برگزیده‌ای از غزل فارسی از آغاز تا امروز همراه با شرح و توضیح
- کتاب «گفت‌وگوی شاعران: مهدی اخوان ثالث، احمد شاملو، فروغ فرخزاد، سهراب سپهری، م. آزاد تهرانی»
- کتاب «صدای حیرت بیدار؛ گفت‌وگوهای مهدی اخوان ثالث»[۱]